# Xin Feng
Xin Feng (忻峰S, Xīn FēngP; Shanghai, 27 maggio 1978) è un ex calciatore cinese, difensore.